# Pizzica
La pizzica è una danza popolare presente in Salento (nelle province di Lecce, Brindisi, Taranto) e in Basilicata (province di Matera e, parzialmente, di Potenza). Il suo nome in molte località si intreccia e si confonde col nome più noto di tarantella, questo sia sul piano musicale sia su quello coreutico. 
La pizzica fa parte della grande famiglia delle danze di tradizione denominate tarantelle, come si usa chiamare quel variegato gruppo di danze diffuse dall'età moderna nell'Italia meridionale e centrale.

## La pizzica nella storia

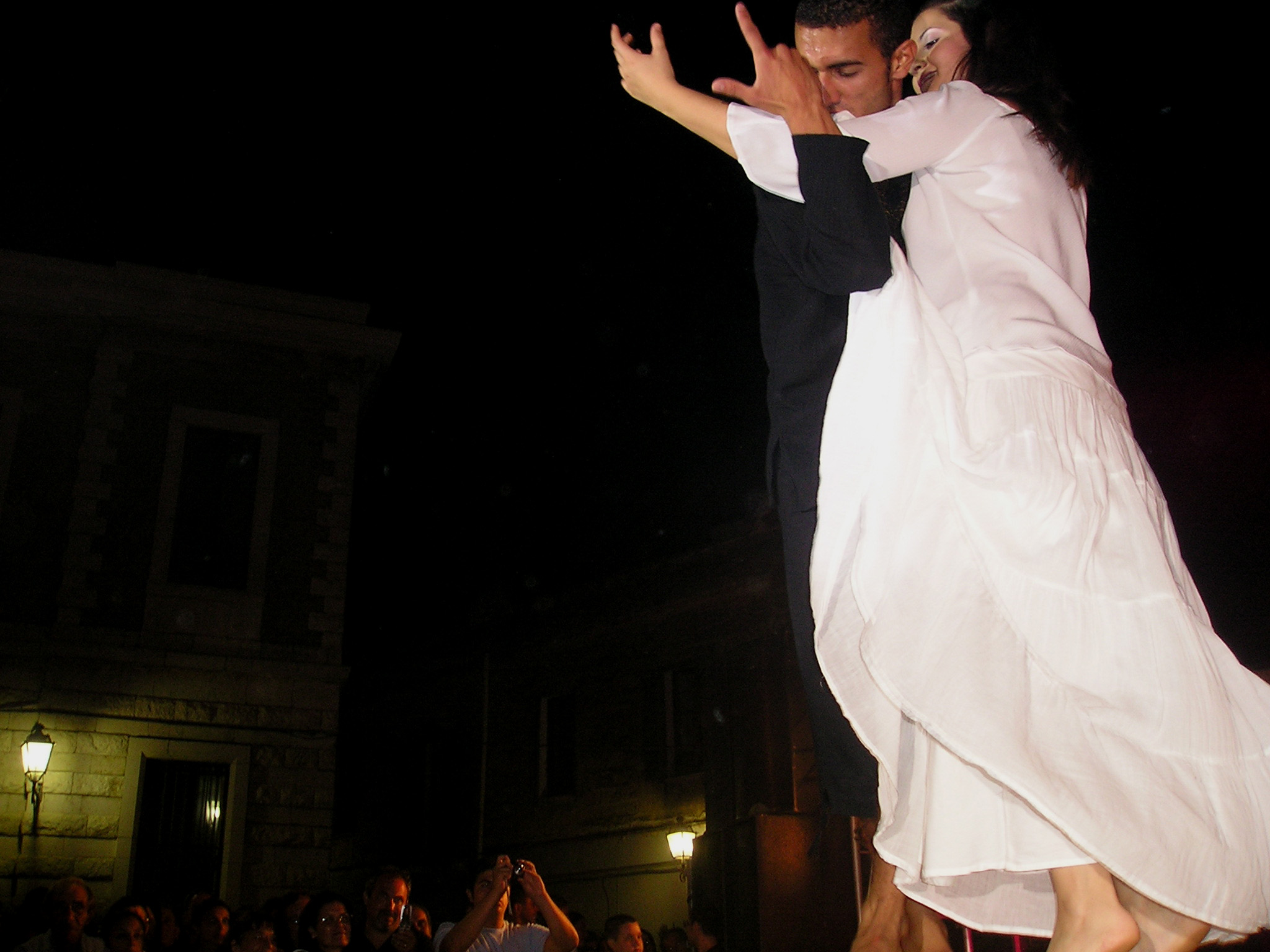
Istantanea di due ballerini di "neo-pizzica" durante il concerto dei Taricata

La prime due fonti scritte, di cui si ha finora conoscenza, risalgono al XVIII secolo (1779 Pigonati e 1797 Ferdinando IV di Borbone), con riferimento a osservazioni del ballo rispettivamente a Taranto e a Brindisi. Il 20 aprile 1797 la nobiltà tarantina offrì al re Ferdinando IV di Borbone una serata da ballo in occasione di una sua visita diplomatica nella città. Il testo parla di "pizzica pizzica" come di una "nobilitata tarantella". Entrambe le forme però parlano di un ballo a contraddanza. Solo nei primi decenni del XIX secolo la pizzica pizzica assume un aspetto simile a ciò che è testimoniato in tutta l'area a memoria d'uomo, cioè una danza di coppia. Già dal XVIII secolo la pizzica si è legata alle pratiche terapeutiche coreomusicali del tarantismo, ma è accertato che dal XIV secolo in poi musici e tarantolati hanno adoperato per curare e curarsi dal veleno di tarantole e scorpioni le danze locali del periodo, che si sono alternate, succedute, o adattate, lungo il corso dei secoli. Alcune di queste danze (moresca, spallata, catena, pastorale, ecc.) hanno avuto un'ampia circolazione ben oltre l'area salentina e lucana. La pizzica pizzica, dunque, era essenzialmente una danza ludica dei momenti di festa e di convivialità sociale, ma veniva praticata durante i rituali terapeutici dai morsicati (veri o presunti) dalla tarantola Lycosa tarantula.
Nella stessa area della pizzica pizzica si è continuata a praticare anche la tarantella, tant'è che oggi è difficile anche da parte degli anziani percepire la differenza tra le due danze, sia sotto l'aspetto musicale sia coreutico. 
La pizzica è stata eseguita da molti strumenti musicali: dalla zampogna sino ai primi decenni del XIX secolo (nel Materano ancora oggi), da vari aerofani agro-pastorali, da violino, mandolino, chitarra battente o chitarra "francese", arpa, flauti e organici di banda o "bassa musica". La fondamentale scansione ritmica del ballo era determinata dal tamburello, dal cupa cupa (tamburo a frizione), dal triangolo, castagnole (oggi scomparse nell'uso della coppia) e da altri idiofoni rurali. Dagli ultimi decenni dell'Ottocento in poi, si sono poderosamente introdotti negli organici strumentali della pizzica pizzica l'organetto prima e la fisarmonica dopo.

## Pizzica e tarantismo

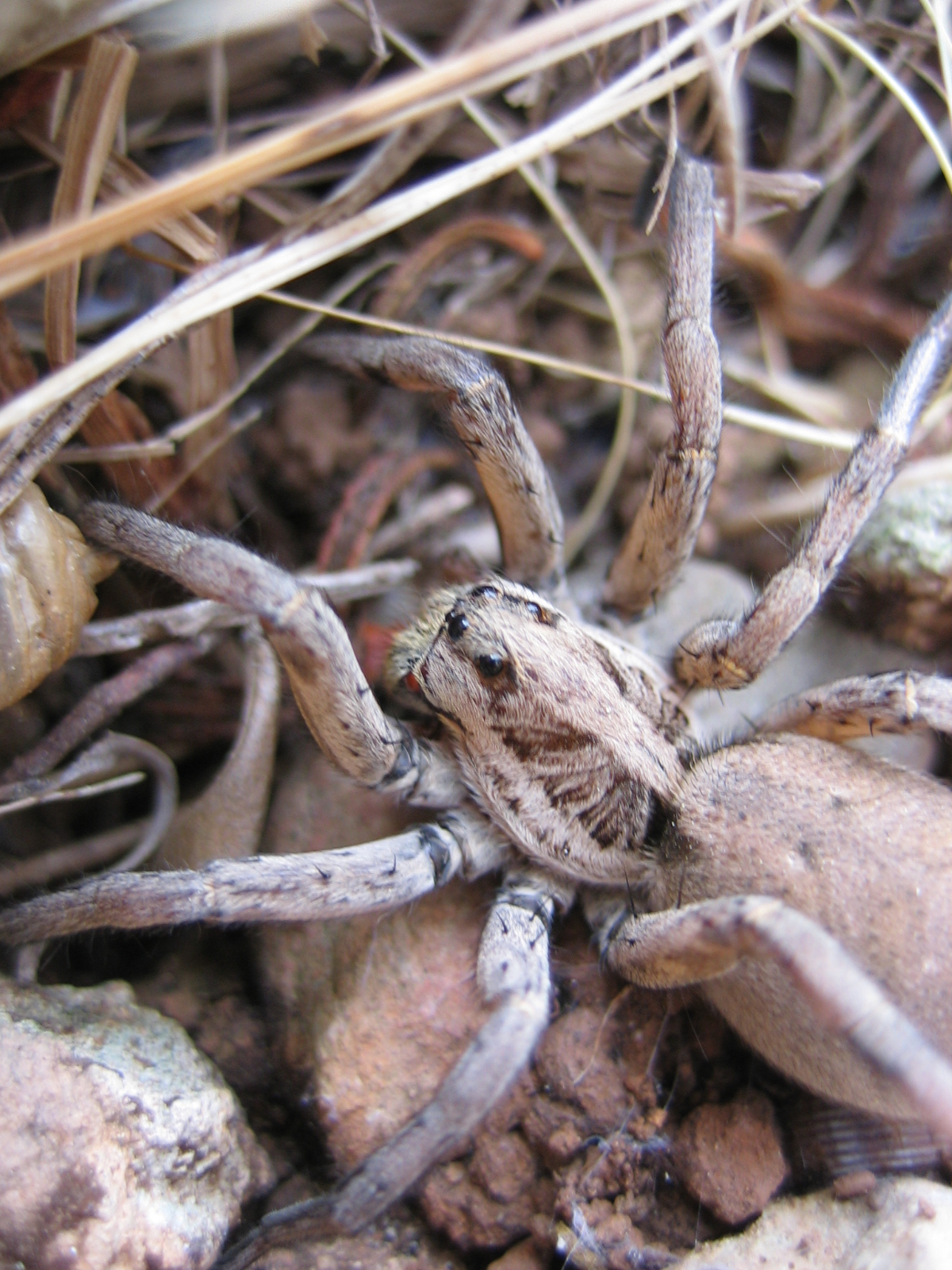
Lycosa tarantula

La pizzica, oltre a essere suonata nei momenti di festa di singoli gruppi familiari o di intere comunità locali, costituiva anche il principale accompagnamento del rito etnocoreutico del tarantismo.
Essa, quindi, veniva eseguita da orchestrine composte da vari strumenti - tra i quali emergevano il tamburello e il violino per le loro caratteristiche ritmiche e melodiche - con lo scopo di "esorcizzare" le donne tarantate e guarirle, attraverso il ballo che questa musica frenetica scatenava, dal loro male (1771, Johann Hermann Von Riedesel).
La pizzica, suonata per giorni per la cura delle tarantate, aveva spesso caratteristiche proprie, che la differenziavano da quella suonata per il ballo. La "pizzica tarantata" o la "pizzica tarantata sorda" - resa famosa dalle registrazioni del maestro violinista Luigi Stifani -  era infatti eseguita con un ritmo in genere ben sostenuto per indurre i morsi dalla tarantola a danzare e liberarsi mediante - secondo la credenza popolare - l'emissione del sudore, dal veleno. Vi sono varie melodie e vari ritmi con cui venivano eseguite le musiche della pizzica pizzica, a seconda delle usanze locali. Nel rituale terapeutico del tarantismo per stimolare l'ammalata o l'ammalato si utilizzavano anche nastri colorati (zagaredde, nastri, misuri, capiscioli, questi i nomi) coperte a motivi floreali, fazzoletti colorati, per stimolare la vista (cromoterapia). 
Oggi il tarantismo è completamente scomparso, ma negli ultimi decenni vi è stata una forte rinascita di interesse per il tarantismo, tanto che si sono moltiplicati gli studi sia a carattere storiografico sia antropologico nel settore. Esiste sull'argomento un'ampia bibliografia di varia qualità.
Vi è la tendenza da parte di alcuni studiosi a scorgere tracce del tarantismo anche nell'antichità classica e nella mitologia greca. Il mito di Arakne, i culti dionisiaci, le pratiche baccanali sono i temi che più vengono correlati al tarantismo: vari sono i percorsi metodologici adoperati negli studi di settore, da quelli storico-religiosi a quelli più dettati da suggestioni e fascinazioni dell'arcaico. 

## Pizzica pizzica tradizionale e "neopizzica"
La pizzica pizzica tradizionale dall'ultimo dopoguerra in poi è andata via via rarefacendosi nell'uso, sostituita da danze più moderne e di importazione. È però nei territori dei comuni dell'alto Salento tarantino e brindisino, che la danza è rimasta intatta dai movimenti della riproposta. In questi territori, caratterizzati da un'altissima presenza di suonatori di organetto, la tradizione musicale non ha mai interrotto il flusso spontaneo della trasmissione orale, consegnando di generazione in generazione l'ampio bagaglio culturale che meglio conserva gli elementi più fedeli e antichi. 
L'uso tradizionale della danza privilegiava soprattutto la forma in coppia, mista e no, ma non mancano rari casi di ballo a due coppie o in cerchio. A differenza di quanto molti immaginano, la pizzica pizzica tra uomo e donna non è necessariamente una danza di corteggiamento. Essa infatti si balla soprattutto in occasioni private e familiari, e in tali occasioni è molto probabile che a danzare si trovino parenti anche molto stretti, o individui tra i quali intercorre una grande differenza d'età. Così il ballo tra un fratello e una sorella può diventare occasione di divertimento e scherzo, come quello tra un anziano e la sua nipotina può diventare un momento di apprendimento da parte della seconda dei ruoli, dei passi e dei codici tipici della danza. Tra due uomini invece spesso si crea più tensione, o meglio, competizione, e il ballo diventa allora un momento di sfida in cui ci si confronta, esibendole, su doti quali agilità, creatività e prestanza fisica. Un esempio di danza che si è conservata tra due uomini è riscontrabile nella tradizione ostunese, dove è molto facile vedere due uomini ballare insieme e in cui uno dei due uomini (o a turno), si prende gioco dell'altro riproducendo passi e pose comici o caratteristici della danza femminile.
Per maggior chiarezza, bisogna distinguere oggi le forme delle pizziche tradizionali, che variavano anche da zona a zona, da quelle in gran parte reinventate dalla moda giovanile in uso dalla metà degli anni 1990, oggi indicate col termine - coniato dall'antropologo della danza Giuseppe Michele Gala - di "neo-pizzica".
La pizzica pizzica tradizionale apparteneva posturalmente, stilisticamente e coreograficamente all'ampia famiglia delle tarantelle meridionali: le figurazioni basilari erano il ballo (parte frontale) e il giro, alle quali si affiancavano rotazioni, figure legate per mano o per braccia, e - quando fra i due ballerini vi era maggior familiarità - anche parti mimiche alludenti la sfera erotica o gestualità scherzosa. Posture e atteggiamenti dei corpi si rifacevano a un linguaggio corporeo forte ed energico, ma anche serio e rituale, tipico della cultura contadina.
La "neo-pizzica" ha mutuato le forme oggi più diffuse del ballo dagli ambienti folkloristici e dall'imitazione di modelli coreutici mediatici (tango, flamenco, ecc.), esaltando le "intenzioni" e le emozioni dei ballerini (e naturalmente la loro capacità di farle emergere) a rendere emotivo il momento coreutico. Su alcuni passi base i ballerini ci ricamano, anche inventandoli estemporaneamente, una gran varietà di passi e movimenti, che fanno oscillare la danza tra fasi di calma, di studio dell'altro o attesa a fasi più frenetiche caratterizzate da forti battiti dei piedi sul suolo (più tipici degli uomini), veloci e vorticosi giri su sé stessi (caratteristici delle donne), brevi inseguimenti, allontanamenti e repentini avvicinamenti e incroci tra i due ballerini. Il tutto condito dall'euforia dei suoni e delle grida che si scatenano dalla ronda, ossia quel tipico cerchio, composto da musicisti, aspiranti ballerini o curiosi, che si forma spontaneamente dando vita al momento del ballo.
Caratteristico della pizzica pizzica è il "fazzoletto", accessorio immancabile nell'abbigliamento di un tempo, che veniva usato nel momento del ballo per invitare, sventolandolo, il partner prescelto. Oggi è molto abusata la credenza che vuole il fazzoletto come "simbolo d'amore", o di vero e proprio "abbandono" nelle mani della donna, che lo concederebbe durante il ballo solamente al giovanotto che sia stato in grado di rapirle il cuore. Anche se non si può negare in toto che questo semplice accessorio in alcuni casi potesse diventare un vero e proprio simbolo o pegno d'amore che due innamorati si scambiavano durante il ballo, è più probabile che esso venisse utilizzato per animare maggiormente la danza.

## La pizzica e la scherma
La "pizzica scherma", spesso impropriamente chiamata "danza delle spade" o "dei coltelli", fa parte della più ampia famiglia delle danze armate o pirriche, cioè di quel particolare genere di danze in cui si simula un combattimento con armi o con gesti, oppure si eseguono figurazioni con combinazioni virtuosistiche delle armi. 
Nella pizzica scherma non vi è traccia, né a memoria d'uomo, né da fonti scritte sinora note, dell'uso reale di armi, ma le mani o le dita (indice e medio) imitano la gestualità di un duello di coltello. D'altronde nessun ordinamento statale avrebbe mai permesso il libero uso delle armi in un contesto privato o festivo senza incorrere in repressione da parte delle forze dell'ordine. Ma in realtà la pizzica scherma, la tarantella schermata calabrese o siciliana trasformano in gioco dalla rappresentazione realistica la tradizione del duello, così diffuso nei secoli per dirimere contrasti, vendette e aggressività. Le tecniche esecutive della danza scherma appartengono prevalentemente agli ambienti malavitosi, rom, pastorali e di trainieri, dove era frequente il regolamento di dissidi e contrasti con veri duelli. La trasformazione in versione danzata era una mutazione evocativa e giocosa - ma non priva di rivalità e ardore - del duello reale e cruento di un tempo. 
La scherma praticata attualmente si potrebbe definire grossomodo come la simulazione di un vero combattimento al coltello tra due contendenti, che parano e infliggono colpi con la loro arma e che si comportano come se questi colpi siano stati davvero inflitti e subiti. Tanto è vero che chi è stato colpito, ossia chi non è stato capace di "parare" il fendente dell'altro, esce dalla "ronda" formata da curiosi e simpatizzanti e lascia il posto a un altro sfidante. I colpi come dicevamo sono simulati, e in più non è previsto un vero e proprio tocco tra i contendenti, che eseguono la loro arte rimanendo sempre a una certa distanza l'uno dall'altro. Molti dei movimenti effettuati e delle mosse praticate sono quelli tipici della scherma classica, con parate, affondi, passetti, finte, ecc. e il tutto è molto vicino a quello che si conosce come il classico duello praticato da galantuomini per questioni d'onore fino al XX secolo.
Nel Salento, la scherma è spesso, ma non necessariamente, accompagnata dalla pizzica suonata con un ritmo cadenzato e con l'utilizzo di un numero più limitato di strumenti (tamburello, armonica a bocca, organetto). 
Nel Salento leccese il luogo in cui è più facile osservare questa tradizione è la Festa di San Rocco a Torrepaduli, frazione di Ruffano (LE), la sera e la notte di Ferragosto. La festa di San Rocco coincideva tradizionalmente con una delle più importanti fiere contadine della provincia, ed era occasione di pellegrinaggio da parte dei devoti di San Rocco. Sia i pellegrini sia i numerosi commercianti passavano la notte in attesa dell'apertura della chiesa e dell'inizio della fiera di fronte al Santuario, ingannando il tempo suonando, cantando e, in alcuni casi "pazziando", ossia tirando di scherma. Altre varietà di scherma sono presenti in uso regolare o in tracce in altre zone del Sud Italia (soprattutto nella Calabria aspromontana, in Sicilia e in Campania).

## Il movimento della riproposta

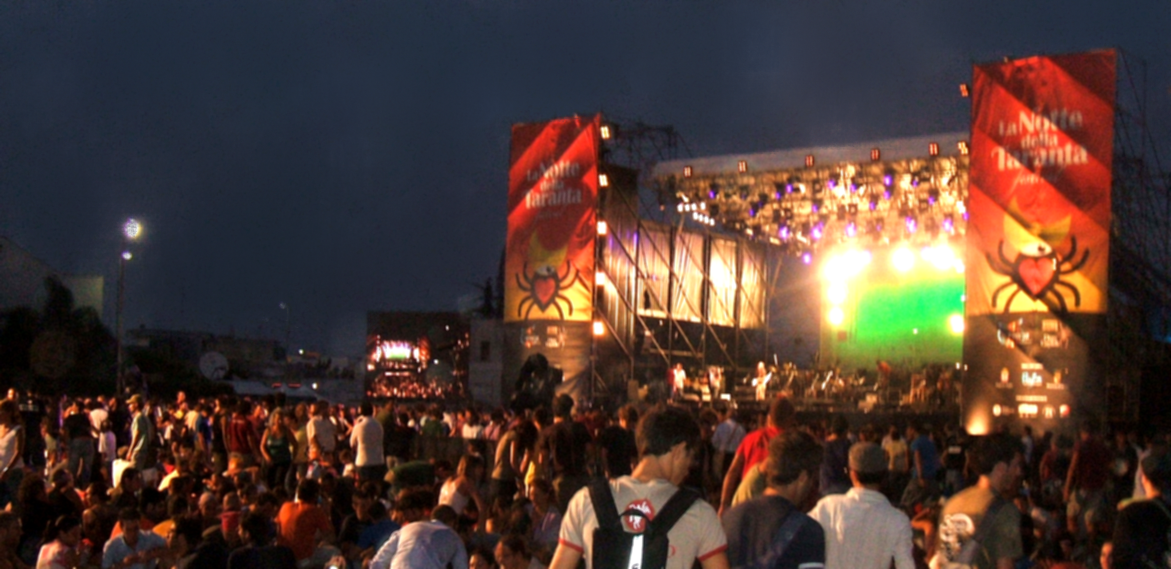
Fasi iniziali del concertone della Notte della taranta (2007), presso il prato dell'ex convento degli agostiniani a Melpignano

Con il passare del tempo la pizzica ha trovato una sua autonomia come tipo di danza e genere musicale, oltre a divenire un vero e proprio fenomeno giovanile. Negli anni 1970-1980 nella provincia di Lecce sia la pizzica sia il fenomeno del tarantismo si sono rarefatti fino all'estinzione, per vari fattori, non ultimo un avvenuto processo di rimozione per come forma di arretratezza culturale, di cui vergognarsi.
Negli anni novanta la musica e la danza della pizzica è stata riscoperta da parte soprattutto delle nuove generazioni e, pur essendo venuti a mancare i modelli in funzione delle pizziche locali, vi è stata una reiezione del ballo che ha stimolato protagonismi soprattutto femminili, e dalle esibizioni di ballerine sui palchi per accompagnamento dei gruppi musicali, il fenomeno si è propagato fra i giovani grazie a una miriade di scuole di danza popolare. In realtà poche sono state le ricerche effettuate sulle forme tradizionali della pizzica di terra d'Otranto. Il fenomeno di rivalorizzazione, reinvenzione e mutazione creativa della neopizzica si affianca a fenomeni analoghi di riproposizione di altri generi coreutici (tarantelle calabresi, tarantella del Gargano, balli sul tamburo campani, saltarelli dell'Italia centrale, ecc.), incentivando quel fenomeno del cosiddetto "ballo folk". 
Negli ultimi anni sono state organizzate moltissime rassegne musicali dedicate alla pizzica salentina, tra cui la Notte della Taranta che richiama centinaia di migliaia di appassionati e curiosi. 
Oggi, nel panorama dei gruppi musicali che ripropongono la pizzica, ce ne sono alcuni che la rileggono in chiave attuale e maggiormente fruibile da un pubblico giovanile, contaminata da influssi etnici vari (balcanici, afro, irlandese, ecc.).